# Alexej Ivanovič Avdyšev
Alexej Ivanovič Avdyšev (rusky Алексей Иванович Авдышев; 19. září 1928 Leningrad – 31. prosince 1997 Petrozavodsk) byl ruský malíř, grafik a básník.

## Život
Narodil se v dělnické rodině a během školních let studoval v ateliéru mladých kritiků umění při muzeu Ermitáž. Jeho první básně byly publikovány ve 30. letech v novinách Pionýrská pravda. Během blokády Leningradu zemřel jeho otec a jeho bratr zemřel na frontě. V roce 1942 byl evakuován z obléhaného Leningradu do Kurganské oblasti. Žil ve vesnici, kde absolvoval osmiletou školu.
V letech 1945 až 1950 studoval na leningradské škole umění a grafiky. V roce 1949 byly jeho básně publikovány v novinách Smena. V letech 1950 až 1952 sloužil v sovětské armádě, sloužil v Arktidě, poté v Karélii. Po demobilizaci se v roce 1952 přestěhoval do Petrozavodsku. Pracoval jako literární spolupracovník v redakci novin Mladý bolševik a Patriot vlasti, jako metodik pro výtvarné umění a folklór v Domě lidového umění v Petrozavodsku.
V roce 1956 byla vydána jeho první sbírka poezie a byl přijat do Svazu spisovatelů SSSR. První barevné linoryty byly vysoce oceněny v roce 1957 na výstavě VI. Světového festivalu mládeže a studentstva v Moskvě a Avdyšev byl přijat do Svazu umělců SSSR.
Svůj tvůrčí život zasvětil ruskému severu. Zvláštní místo v jeho práci zaujímal ostrov Kiži.